# صموئيل ر. سبنسر
صموئيل ر. سبنسر (بالإنجليزية: Samuel R. Spencer)‏ هو سياسي أمريكي، ولد في 4 نوفمبر 1871، وتوفي في 29 سبتمبر 1961. حزبياً، نشط في الحزب الجمهوري. وقد انتخب أمين صندوق الدولة ‏.